# Castelo de Caulfield
O Castelo de Caulfield é uma grande estrutura em ruínas localizado em Castlecaulfield, no Condado de Tyrone, Irlanda do Norte. O castelo  tinha três andares com sótãos e várias janelas gradeadas. Uma viga de uma das paredes foi datada de a cerca de 1282 sendo utilizado para a descoberta o método de dendrocronologia. A parte mais antiga do castelo existente é a portaria, que possui portas em estilo Tudor, uma meurtrière e laços de armas. Os braços Caulfeild aparecem sobre a entrada.
A estrutura foi construída por Sir Toby Caulfeild entre 1611 e 1619 no lugar do O'Donnelly, um castelo anterior. Ele foi queimado na Rebelião irlandesa de 1641, no entanto, reparado e reocupada pelos Caulfeilds até a década de 1660.
O Castelo de Caulfield, hoje uma ruína, é um Monumento Histórico da townland de Lisnamonaghan, em Dungannon e South Tyrone Borough Council.